# Обелиск (форма жизни)
Обелиск — «вироидоподобный элемент», впервые описанный в препринте от января 2024 года, авторы которого утверждают, что «обелиски образуют свою собственную отдельную филогенетическую группу», поскольку их последовательности РНК, обнаруженные с помощью компьютерной метатранскриптомики, не гомологичны последовательностям в геноме какой-либо другой формы жизни.
Поскольку их родственные связи с другими организмами неизвестны, они являются примером incertae sedis.

## Распространение и патология

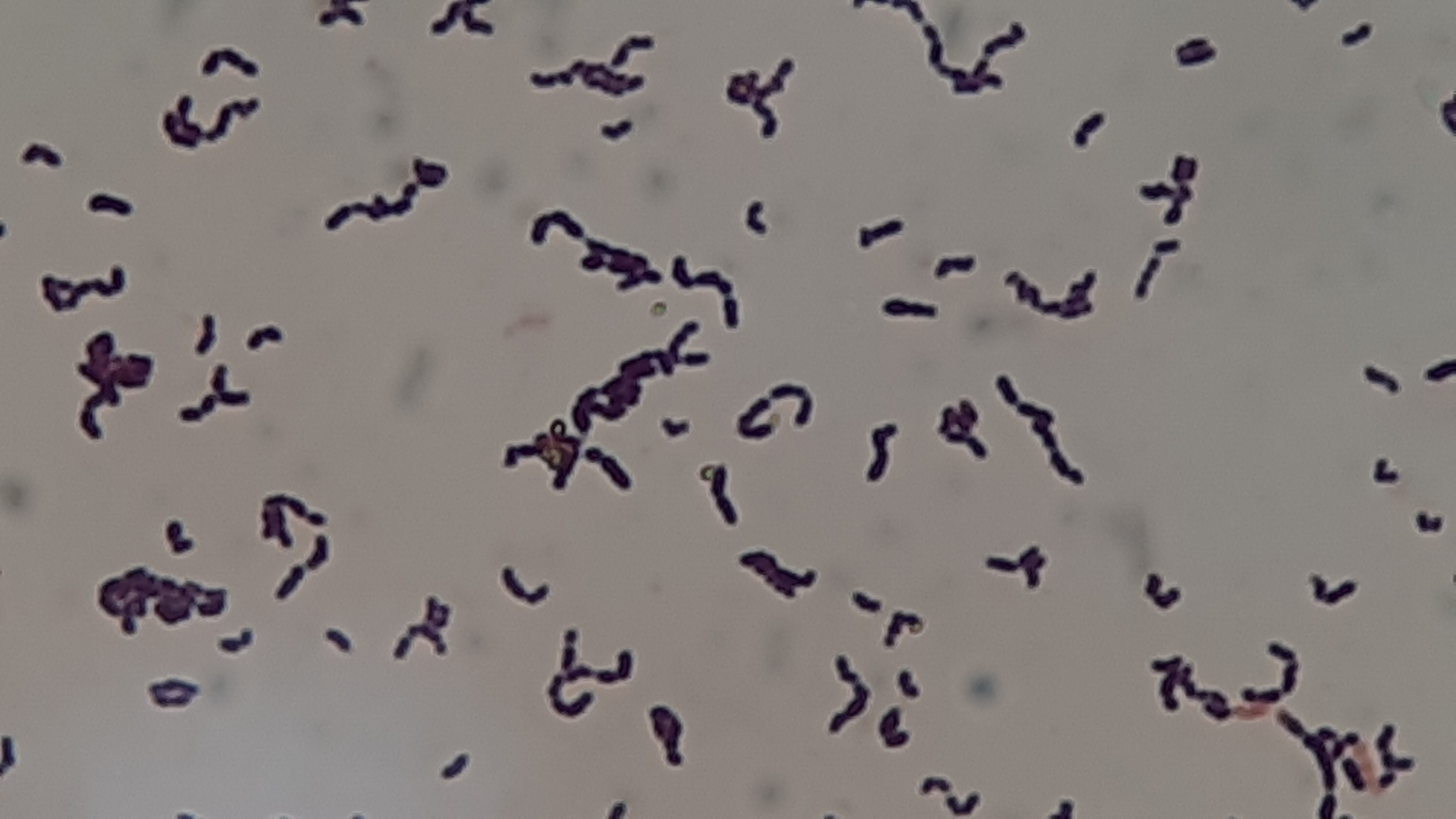
Окрашенный по Граму Streptococcus sanguinis при увеличении 4000x

В то время как вироиды являются исключительно патогенами растений, обелиски были обнаружены в образцах кала человека и внутри образцов Streptococcus sanguinis, вида бактерий, взятых изо рта человека. Первоначальное исследование показало наличие обелисков примерно в 7 % образцов кала и примерно в 50 % образцов слюны людей, живущих на всех континентах.
Влияние обелисков на здоровье человека, если таковое имеется, ещё предстоит выяснить, как и их жизненные циклы, и ответ на вопрос, от каких факторов зависит их размножение.

## Генетика и биохимия
Обелиски имеют одноцепочечную кольцевую РНК примерно из 1000 пар оснований, которая, согласно расчётам, образует стержнеобразные вторичные структуры, охватывающие весь геном. В отличие от вироидов, их РНК транслируется в белки, условно называемые «облины». Два белка, перечисленных в препринте, получили названия облин-1 и облин-2.
Первые структурные предсказания говорят, что облин-1 может связывать ионы металлов и, таким образом, может участвовать в передаче клеточных сигналов. Облин-2 имеет сайт связывания, типичный для белковых комплексов; таким образом, облин-2 мог бы связываться с ферментами клеток-хозяев.